# Indeks osobowy
Indeks osobowy – alfabetyczny spis pomocniczy nazwisk, dołączony do bibliografii lub książek, opatrzony numerem strony, ułatwiającym odnalezienie w publikacji konkretnego nazwiska.
Obejmuje występujące w dziele nazwiska z wyjątkiem tych, które mieszczą się w tytułach lub nazwach (np. Kleiner, Mickiewicz, ul. H. Sienkiewicza).
Oprócz nazwisk w indeksie umieszcza się również: imiona "przednazwiskowe" (Albert z Aix), imiona historyczne panujących świeckich i duchownych (Ludwik XIV), nazewnicze formy starożytne (Cicero), a także, jeżeli dzieło tego wymaga, imiona mitologiczne, biblijne, legendarne, a nawet postaci literackie.
Nazwiska obce, o różnej pisowni stosowanej w Polsce (Voltaire - Wolter) oraz nazwiska dwuczłonowe (Molińska Wojkowska) należy umieszczać pod obu formami z odsyłaczem do formy podstawowej głównej.
Imiona podaje się w pełnym brzmieniu lub też w postaci inicjału. Rezygnuje się z inicjału wtedy, gdy przy tym samym nazwisku występują imiona o jednakowych inicjałach (Śniadecki Jan i Jędrzej). W przypadku, gdy imię umieszczone w indeksie budzi wątpliwości co do tożsamości osoby, wskazane jest podanie zwięzłego wyjaśnienia indentyfikującego (Albert, wójt krakowski).
Swoim zakresem indeks może obejmować tekst główny oraz przypisy i komentarze.